# Escándalo Watergate

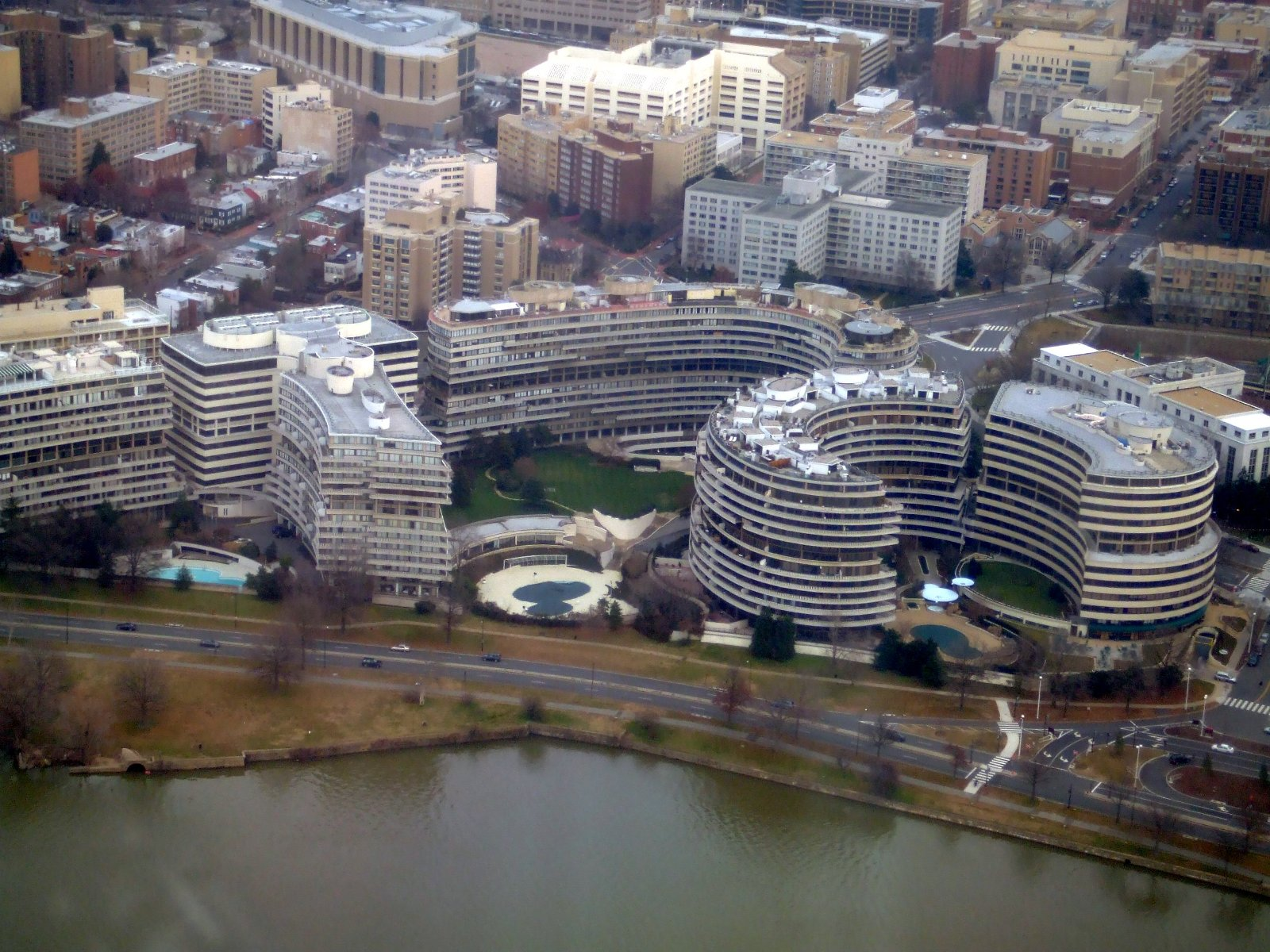
Fotografía del Complejo Watergate en Washington D. C.

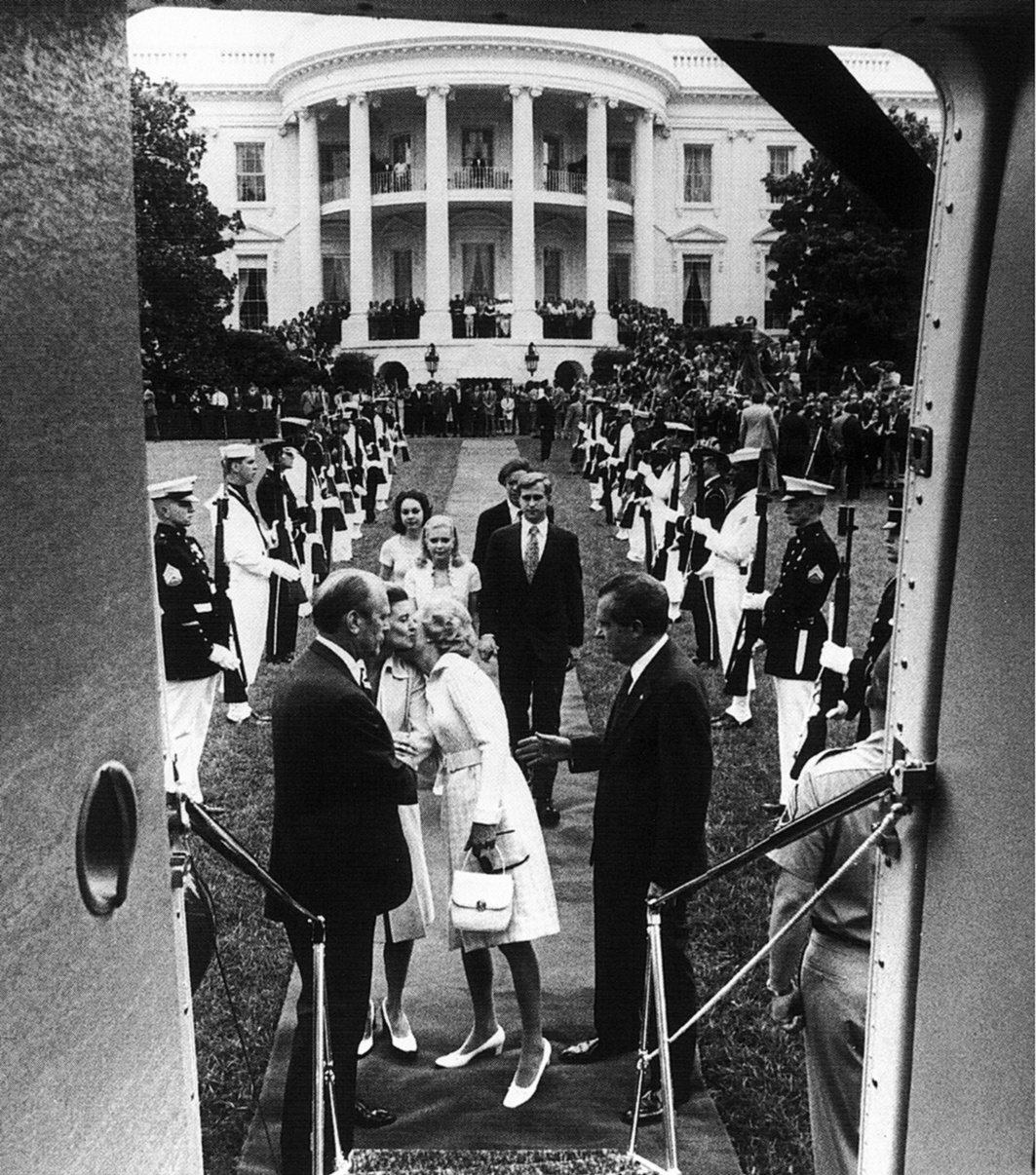
Nixon abandona la Casa Blanca tras su dimisión como presidente, 9 de agosto de 1974.

El escándalo Watergate fue un gran incidente político que tuvo lugar en los Estados Unidos a principios de la década de 1970 a raíz del robo de documentos en el complejo de oficinas Watergate de Washington D. C., sede del Comité Nacional del Partido Demócrata de Estados Unidos, y el posterior intento de la administración Richard Nixon de encubrir a los responsables. Cuando la conspiración se destapó, el Congreso de los Estados Unidos inició una investigación, pero la resistencia del gobierno de Nixon a colaborar en esta condujo a una crisis institucional. El término Watergate empezó a abarcar entonces una gran variedad de actividades ilegales en las que estuvieron involucradas personalidades del gobierno estadounidense presidido por Nixon. Estas actividades incluían el acoso a opositores políticos y a personas o funcionarios considerados sospechosos. Nixon y sus colaboradores cercanos ordenaron hacer acoso a grupos de activistas y figuras políticas, utilizando para ello organizaciones policiales o servicios de inteligencia, como a la Oficina Federal de Investigaciones (FBI), a la Agencia Central de Inteligencia (CIA) o al Servicio de Impuestos Internos (IRS). El escándalo destapó múltiples abusos de poder por parte del gobierno de Nixon, que se saldó con la dimisión de este como presidente de los Estados Unidos en agosto de 1974. El escándalo afectó a un total de 69 personas, de las cuales 48 fueron declaradas culpables y encarceladas y muchas de ellas habían sido altos cargos del gobierno de Nixon.
El suceso empezó con la detención de cinco hombres por el allanamiento en el complejo Watergate del Partido Demócrata el 17 de junio de 1972. El FBI encontró una conexión entre los ladrones y el dinero negro utilizado por el Comité para la reelección del presidente (CRP), la organización oficial de la campaña electoral de Nixon y el Partido Republicano. En julio de 1973, gracias a los testimonios de antiguos funcionarios y del personal de Nixon, las investigaciones realizadas por el Comité Watergate del Senado de los Estados Unidos revelaron que Nixon tenía en sus oficinas un sistema de cintas de grabación y que muchas conversaciones habían sido grabadas. Tras una serie de batallas legales, la Corte Suprema de los Estados Unidos dictaminó por unanimidad que el presidente debía entregar las cintas a los investigadores gubernamentales, a lo cual accedió finalmente. Las grabaciones implicaban directamente a Nixon en el caso, al revelarse que había tratado de encubrir el robo con «tejemanejes cuestionables». Debido a que, con toda probabilidad, el presidente hubiera sido objeto de un proceso de destitución por parte del Congreso de los Estados Unidos, Nixon renunció a la presidencia el 9 de agosto de 1974. El 8 de septiembre de 1974, su sucesor, el también republicano Gerald Ford, concedió su perdón al expresidente.
Desde entonces, el nombre «Watergate» y el sufijo «gate» se han convertido en sinónimo de escándalos políticos en Estados Unidos y en otros países del mundo, tanto de habla inglesa como no inglesa.

## Intervención a las comunicaciones del Partido Demócrata

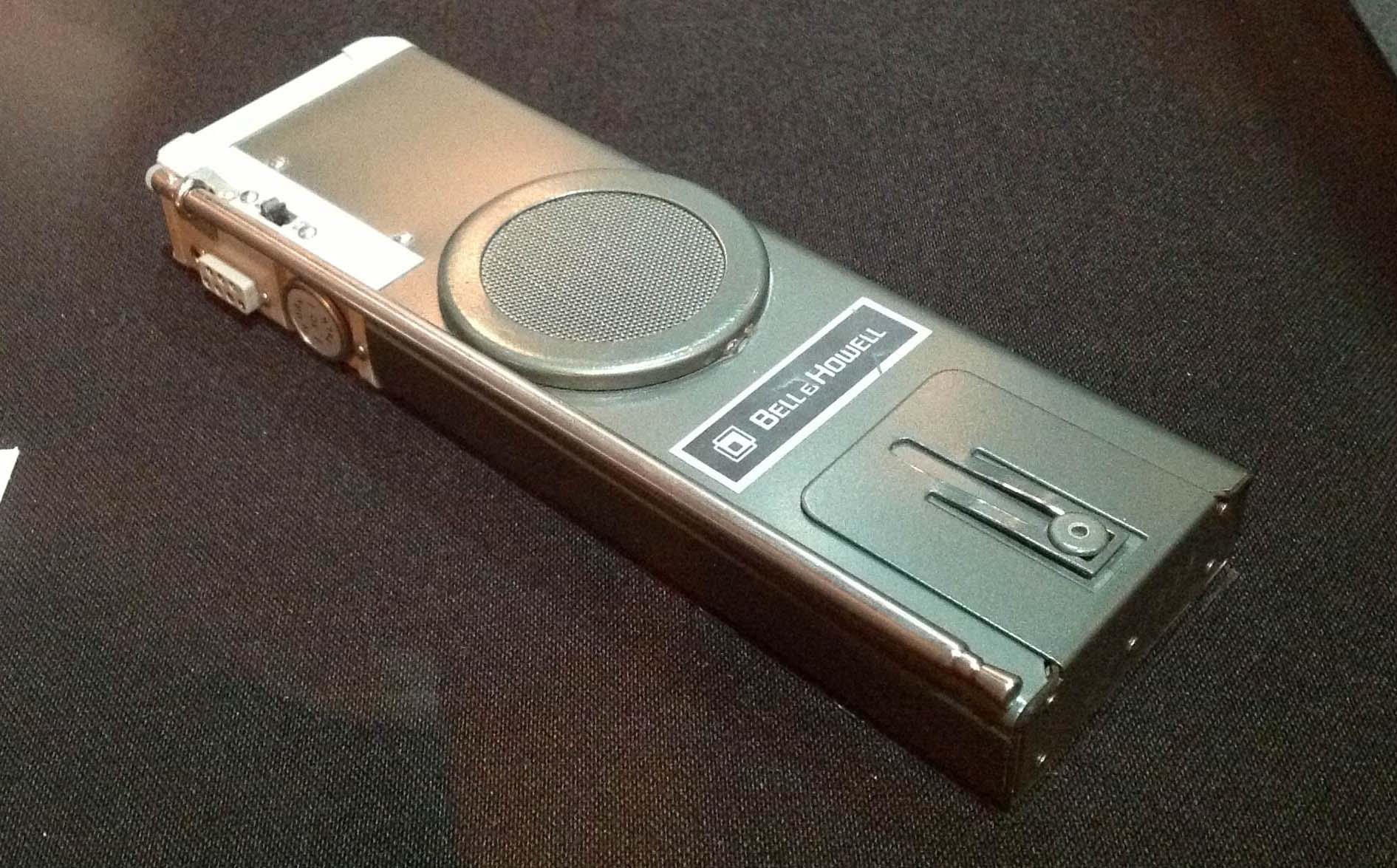
Walkie-talkie usado en el allanamiento de Watergate.

En enero de 1972, G. Gordon Liddy, asesor de Finanzas para el Comité de reelección del presidente y exayudante de John Ehrlichman, presentó un plan de inteligencia de campaña al jefe interino del CRP, Jeb Magruder, al procurador general John N. Mitchell, y al asesor presidencial John Dean, que comprendía numerosas actividades ilegales contra el Partido Demócrata. Según Dean, esto marcó «el punto de partida del peor escándalo político del siglo XX y el comienzo del fin de la presidencia de Nixon».

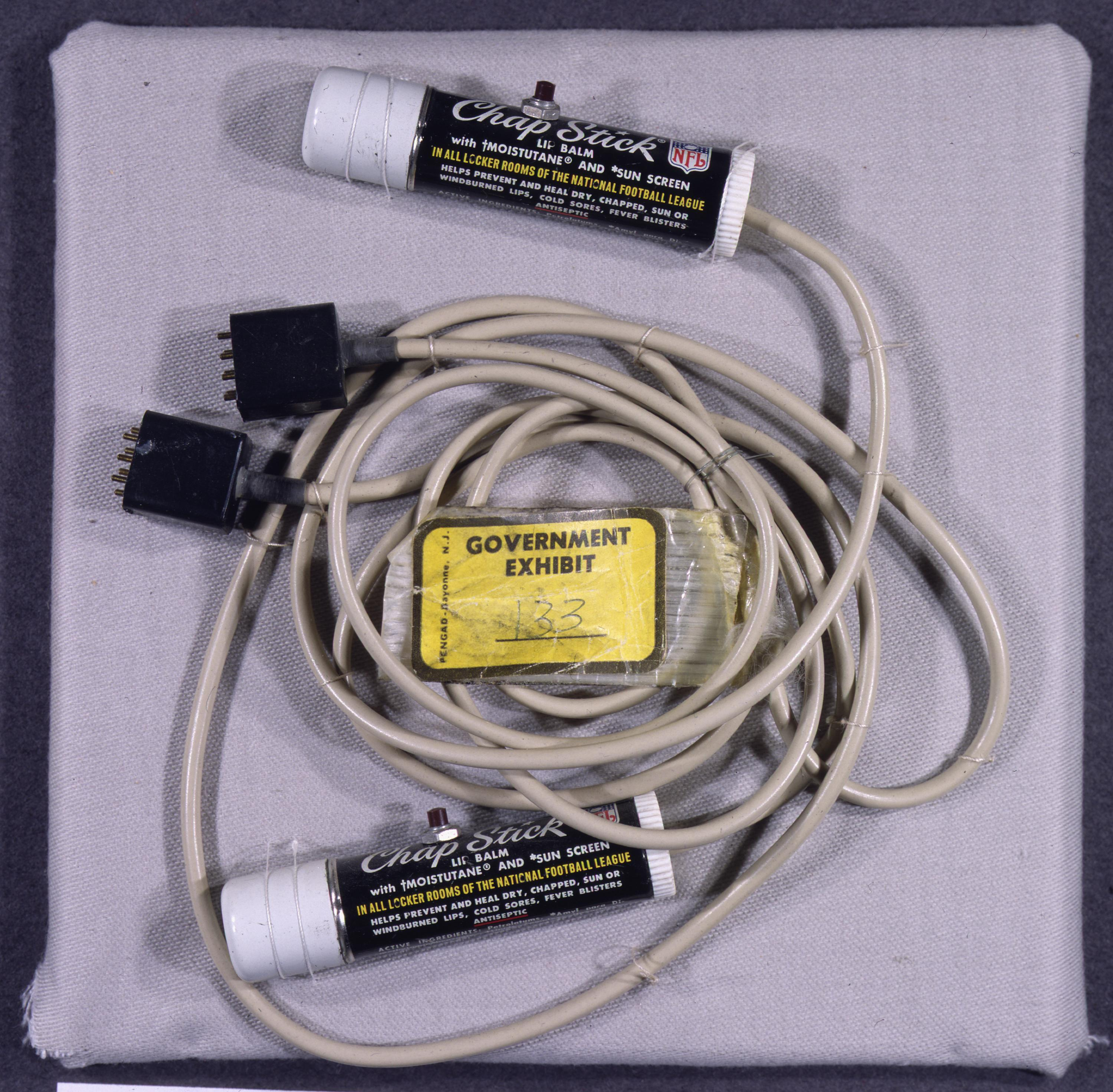
E. Howard Hunt y G. Gordon Liddy, que encabezaron el equipo de allanamiento de Watergate, se alojaron en una habitación del hotel Watergate mientras el robo se estaba llevando a cabo. Cruzando la calle, en el hotel de Howard Johnson, se instaló un puesto de vigilancia. Durante el robo, el vigilante mantenía contacto por radio con los ladrones. Estos tubos Chapstick (equipados con pequeños micrófonos) fueron descubiertos en la caja fuerte de la oficina de Hunt, en la Casa Blanca.

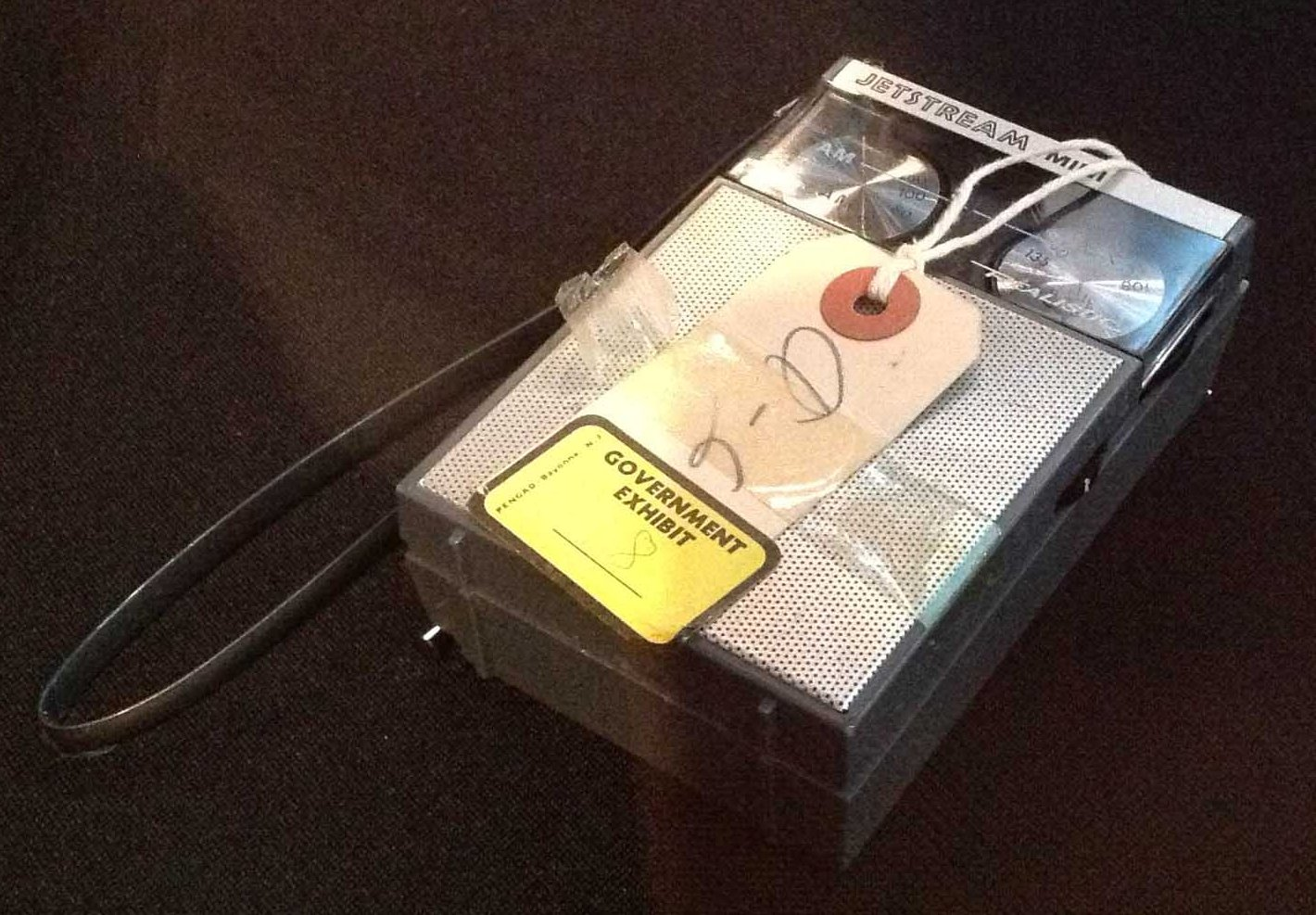
Radio de transistores usado en el allanamiento de Watergate.

Mitchell consideró el plan poco realista. Dos meses más tarde, se alegó el haber aprobado una versión reducida del plan, para allanar la sede del Comité Nacional Demócrata en el Complejo Watergate, en Washington D. C. (teóricamente para fotografiar documentos de campaña e instalar dispositivos de escucha a los teléfonos). Liddy estaba nominado al cargo de la operación, pero desde entonces ha insistido en que fue engañado por Dean y que por lo menos dos de sus subordinados. Entre ellos se encontraban los ex oficiales de la CIA, E. Howard Hunt y James McCord, entonces coordinador de seguridad de la CRP (John Mitchell ya había dimitido como fiscal general para convertirse en presidente del CRP).
En mayo, McCord asignó al exagente del FBI Alfred C. Baldwin III para llevar a cabo el espionaje telefónico y la supervisión de las próximas conversaciones telefónicas. McCord testificó que seleccionó el nombre de Baldwin, de un registro publicado por la Sociedad de Ex Agentes Especiales del FBI, para trabajar para el CRP. Baldwin, primero sirvió como guardaespaldas de Martha Mitchell, la esposa de John Mitchell, quien vivía en Washington. Baldwin acompañó a Martha Mitchell a Chicago. A Martha no le gustaba Baldwin y lo describió como el «personaje más torpe que he conocido». El Comité sustituyó a Baldwin por otro hombre de seguridad.
El 11 de mayo, McCord decidió que Baldwin (a quien el reportero investigador Jim Hougan describió como «de alguna manera especial y quizás bien conocida por McCord»), permaneciera en el motel de Howard Johnson al otro lado de la calle del complejo de Watergate. La habitación 419 fue reservada a nombre de la compañía de McCord. A instancias de G. Gordon Liddy y E. Howard Hunt, McCord y su equipo de ladrones se prepararon para su primer allanamiento en Watergate, que comenzó el 28 de mayo. Este evento tuvo varias repercusiones, ya que al volverse una noticia tan importante, mostró la influencia de los medios. Esta influencia llevó a que en varios colegios se comenzará a investigar y estudiar los géneros periodísticos.
Se dijo que los dos teléfonos dentro de las oficinas de la sede del Comité Nacional Demócrata fueron manipulados. Uno era el teléfono de Robert Spencer Oliver, quien en ese momento trabajaba como director ejecutivo de la Asociación de Presidentes Demócratas del Estado, y el otro era el teléfono del presidente del Comité, Larry O'Brien. El FBI no encontró pruebas que mostraran que el teléfono de O'Brien estuviera manipulado. Sin embargo, se determinó que se había instalado un dispositivo de espionaje en el teléfono de Oliver.
A pesar del éxito en la instalación de los dispositivos de espionaje, al poco tiempo los agentes del Comité creyeron que los teléfonos estaban funcionando mal, y tenían que ser reparados. Entonces se planeó un segundo «robo» para ocuparse de eso.
Poco después de la medianoche del 17 de junio de 1972, Frank Wills, un guardia de seguridad del Complejo Watergate, notó que una cinta cubría las cerraduras de algunas de las puertas del complejo que conducía desde el garaje subterráneo a varias oficinas. Entonces quitó la cinta, sin dar demasiada importancia al hecho. Pero cuando volvió una hora más tarde y descubrió que alguien había vuelto a poner cinta en las cerraduras, Wills llamó a la policía. Fueron arrestados cinco hombres que fueron descubiertos en la oficina del Comité Demócrata. Fueron Virgilio González, Bernard Barker, James McCord, Eugenio Martínez y Frank Sturgis, quienes fueron acusados del intento de robo e intento de interceptación de comunicaciones telefónicas y otros cargos. El 15 de septiembre, el gran jurado los acusó, así como a Hunt y a Liddy de conspiración, robo y violación de las leyes federales de escuchas telefónicas. Los cinco ladrones que irrumpieron en la oficina fueron juzgados por el jurado, el juez John Sirica oficiando, y fueron condenados el 30 de enero de 1973.
En la mañana del 18 de junio de 1972, Liddy llamó a Jeb Magruder en Los Ángeles y le informó que «los cuatro hombres arrestados con McCord eran combatientes de la libertad cubana, a quienes Howard Hunt reclutó». Inicialmente, la organización de Nixon y la Casa Blanca rápidamente se pusieron a trabajar para encubrir el crimen y cualquier evidencia que pudiera haber dañado al presidente y su reelección.

## Encubrimiento e investigación

### Encubrimiento inicial

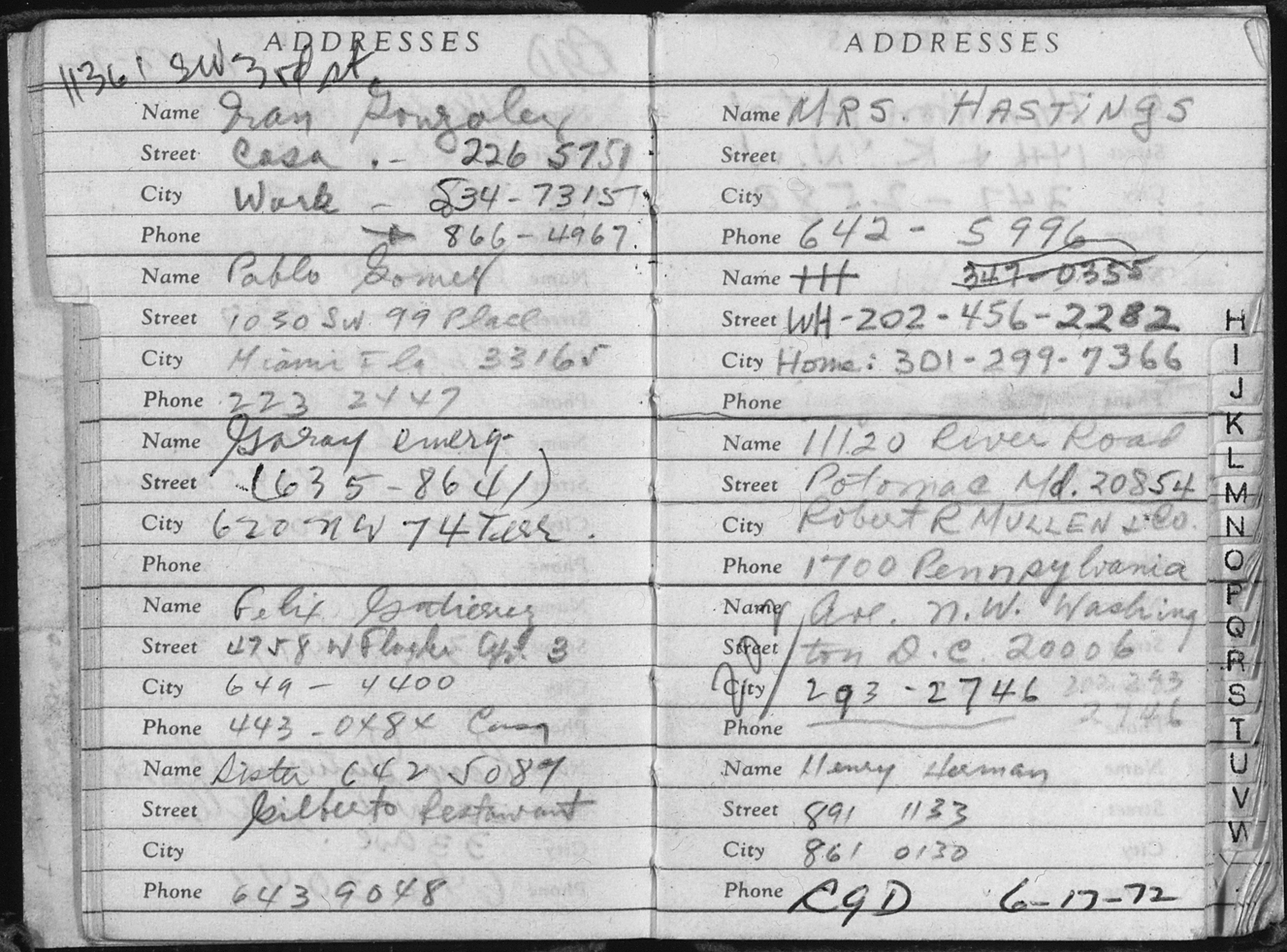
Agenda del allanador de Watergate Bernard Barker, descubierto en un cuarto del Hotel Watergate, el 18 de junio de 1972.

A las pocas horas de la detención de los ladrones, el FBI descubrió el nombre de E. Howard Hunt en las libretas de direcciones de Barker y Martínez. Los funcionarios de la administración de Nixon estaban preocupados porque Hunt y Liddy también estaban implicados en una actividad secreta separada conocida como los «Fontaneros de la Casa Blanca», la cual se creó para detener las «filtraciones» de seguridad e investigar otros asuntos de seguridad sensibles. Dean, más tarde testificaría que fue ordenado por el primer ayudante de Nixon, John Ehrlichman, a deshacerse irrevocablemente del contenido de la caja fuerte de Howard Hunt en la Casa Blanca. Ehrlichman, posteriormente lo negó. Al final, la evidencia de la caja fuerte de Hunt fue destruida (en operaciones separadas) por Dean y el director Interino del FBI, L. Patrick Gray.
La propia reacción de Nixon ante el asalto, al menos inicialmente, fue de escepticismo. El fiscal de Watergate, James Neal, estaba seguro de que Nixon no sabía de antemano del robo. Como prueba, citó una conversación grabada el 23 de junio entre el presidente y su jefe de Gabinete, H. R. Haldeman, en la que Nixon preguntó: «¿Quién fue el imbécil que lo ordenó?». Pero Nixon ordenó posteriormente a Haldeman que la CIA bloqueara la investigación del FBI sobre la fuente de los fondos para el robo.
Pocos días después, el secretario de prensa de Nixon, Ron Ziegler, describió el evento como «un intento de robo de tercera clase». El 29 de agosto, en una conferencia de prensa, el presidente Nixon declaró que Dean había llevado a cabo una investigación exhaustiva del asunto, cuando de hecho, Dean no lo había hecho. Nixon también dijo: «Puedo decir categóricamente que... nadie en el personal de la Casa Blanca, nadie en esta administración, actualmente empleado, estuvo involucrado en este incidente tan extraño». El 15 de septiembre, Nixon felicitó a Dean, diciendo: «La forma en que lo has manejado, me parece, ha sido muy hábil, porque tú... poniendo los dedos en las fugas cada vez que se han producido fugas aquí y allá».

### Ruta del dinero
El 19 de junio de 1972, la prensa informó que uno de los ladrones de Watergate era asistente de seguridad del Partido Republicano. El ex fiscal general John Mitchell, quien en ese momento era el presidente del CRP, negó cualquier participación en el allanamiento del Watergate o el conocimiento de los cinco implicados. El 1 de agosto, un cheque de USD 25 000 destinado a la campaña de reelección de Nixon fue encontrado en la cuenta bancaria de uno de los allanadores de Watergate. Una investigación más profunda por el FBI revelaría que el equipo tenía miles de dólares más para apoyar sus viajes y gastos en los meses previos a su detención. El examen de sus fondos mostró un vínculo con el comité de finanzas del Comité de reelección del presidente.
Varias donaciones (por un total de USD 86 000) fueron hechas por personas de las que se creía que estaban haciendo donaciones privadas para la reelección de Nixon. El examen de los registros bancarios de una compañía de Miami dirigida por Bernard Barker, reveló que una cuenta controlada por él personalmente había depositado un cheque y luego lo había transferido (a través del Sistema de Compensación de Cheques de la Reserva Federal).
Los bancos que habían originado los cheques estaban interesados en asegurar que la institución depositaria utilizada por Barker hubiera actuado correctamente al asegurar que los cheques habían sido recibidos y aprobados por el beneficiario del cheque antes de su aceptación para depósito en la cuenta de Barker. Sólo de esta manera los bancos emisores no serían responsables por la liberación no autorizada e indebida de fondos de las cuentas de sus clientes.
Una investigación por parte del FBI, que liberó al banco del cargo de falsificación fiduciaria de Barker, implicó a los miembros del Comité de reelección del presidente, a quienes los cheques habían sido entregados. Esas personas eran el contador del Comité y su tesorero, Hugh Sloan.
Como organización privada, el Comité siguió las prácticas comerciales normales al permitir que sólo personas debidamente autorizadas aceptaran y aprobaran cheques en nombre del Comité. Ninguna institución financiera podría aceptar o procesar un cheque en nombre del Comité a menos que un individuo debidamente autorizado lo avalara. Los cheques depositados en la cuenta bancaria de Barker fueron respaldados por el tesorero del Comité Hugh Sloan, quien fue autorizado por el Comité de Finanzas. Sin embargo, una vez que Sloan endosó un cheque pagado al Comité, tuvo la responsabilidad legal y fiduciaria de ver que el cheque fuera depositado solamente en las cuentas nombradas en el cheque. Sloan no lo hizo. Cuando se enfrentó a la posible acusación de fraude bancario federal, reveló que el subdirector del Comité, Jeb Magruder, y el director financiero Maurice Stans, le habían ordenado dar el dinero a G. Gordon Liddy.
Liddy, a su vez, dio el dinero a Barker, e intentó ocultar su origen. Barker intentó disfrazar los fondos depositándolos en cuentas en bancos fuera de los Estados Unidos. Lo que Barker, Liddy y Sloan no sabían era que el registro completo de todas esas transacciones se llevaba a cabo desde hacía aproximadamente seis meses. El uso de bancos extranjeros por parte de Barker en abril y mayo de 1972, para depositar cheques y retirar los fondos mediante cheques de caja y giros, dio lugar a que los bancos mantuvieran toda la transacción registrada hasta octubre y noviembre de 1972.
Los cinco implicados en el allanamiento de Watergate estaban directa o indirectamente vinculados al CRP, lo que hizo que el juez Sirica sospechara de una conspiración en la que participaban funcionarios gubernamentales de más alto escalón.
El 29 de septiembre de 1972, la prensa informó que John Mitchell, mientras servía como fiscal general, controlaba un fondo republicano secreto usado para financiar la reunión de inteligencia contra los demócratas. El 10 de octubre, el FBI informó que el allanamiento de Watergate fue parte de una campaña masiva de espionaje político y sabotaje en nombre del comité de reelección de Nixon. A pesar de estas revelaciones, la campaña de Nixon nunca fue seriamente puesta en peligro. El 7 de noviembre, el presidente fue reelegido en uno de los mayores derrumbes de la historia política estadounidense.

### Papel de los medios
La conexión entre el robo y el comité de reelección fue destacada por la cobertura de los medios de comunicación, en particular, la cobertura investigativa de The Washington Post, Time y The New York Times. La cobertura aumentó dramáticamente la publicidad y las consecuentes repercusiones políticas. Los reporteros Bob Woodward y Carl Bernstein descubrieron información que sugiere que el conocimiento de la invasión y los intentos de encubrirlo implicaban profundamente a los niveles superiores del Departamento de Justicia, el FBI, la CIA y la Casa Blanca. Woodward y Bernstein entrevistaron a Judy Hoback Miller, la contadora de Nixon, quien les reveló información sobre el mal manejo de fondos y registros que estaban siendo destruidos.
El jefe entre las fuentes anónimas del Post era un individuo que Woodward y Bernstein habían apodado Garganta Profunda; 33 años más tarde, en 2005, el informante fue identificado como William Mark Felt, subdirector del FBI durante ese período de la década de 1970, algo que Woodward más tarde confirmó. Felt se encontró en secreto con Woodward varias veces, diciéndole de la participación de Howard Hunt en Watergate, y que el personal de la Casa Blanca consideraba los riesgos como extremadamente altos. Felt advirtió a Woodward que el FBI quería saber dónde él y otros periodistas estaban recibiendo su información, ya que estaban descubriendo una red más amplia de crímenes que el FBI reveló por primera vez. Todas las reuniones secretas entre Woodward y Felt tuvieron lugar en un garaje subterráneo en algún lugar de Rosslyn durante un período comprendido entre junio de 1972 y enero de 1973. Antes de renunciar al FBI el 22 de junio de 1973, Felt también, anónimamente, sembró fugas sobre Watergate a la revista Time, el Washington Daily News y otras publicaciones.
Durante este primer período, la mayoría de los medios de comunicación no lograron captar todas las consecuencias del escándalo y concentraron la presentación de informes sobre otros temas relacionados con las elecciones presidenciales de 1972. Después de informar que uno de los ladrones condenados escribió al juez Sirica alegando un encubrimiento de alto nivel, los medios de comunicación cambiaron su enfoque. La revista Time describió a Nixon como un «infierno cotidiano y de muy poca confianza». La desconfianza entre la prensa y la administración de Nixon fue mutua y mayor de lo habitual debido a la persistente insatisfacción con los acontecimientos de la guerra de Vietnam. Al mismo tiempo, la desconfianza pública hacia los medios de comunicación fue encuestada en más del 40%.
Nixon y altos funcionarios de la administración discutieron el uso de agencias gubernamentales para «obtener» (o tomar represalias) a aquellos que percibían como organizaciones de medios hostiles. Las discusiones tuvieron precedentes. A petición de la Casa Blanca en 1969, el FBI espió los teléfonos de cinco periodistas. En 1971, la Casa Blanca solicitó una auditoría de la declaración de impuestos del editor de Newsday, después de que escribió una serie de artículos sobre los tratos financieros de Charles «Bebe» Rebozo, un amigo de Nixon.
La administración y sus partidarios acusaron a los medios de hacer «acusaciones salvajes», poniendo demasiado énfasis en la historia, y de tener un sesgo liberal contra la administración. Nixon, dijo en una entrevista en mayo de 1974 con el partidario Baruch Korff que si él había seguido las políticas liberales que él pensó que los medios preferían, «Watergate habría sido un blip». Los medios de comunicación señalaron que la mayoría de los informes resultaron ser exactos; la naturaleza competitiva de los medios de comunicación garantizó una amplia cobertura del escándalo político de largo alcance. Las solicitudes a las escuelas de periodismo alcanzaron un máximo histórico en 1974.

### El escándalo se agrava
En vez de terminar con la condena y sentencia a prisión de los cinco involucrados de Watergate el 30 de enero de 1973, la investigación sobre el asalto y la participación de la administración Nixon se amplió. Las conversaciones de Nixon a finales de marzo y todos los días de abril de 1973 revelaron que no sólo sabía que necesitaba remover a Haldeman, Ehrlichman y Dean para alejarse de la implicación, sino que tenía que hacerlo de una manera que fuera menos probable que lo incriminara a él y a su presidencia. Nixon creó una nueva conspiración –para ocultar el encubrimiento– que comenzó a finales de marzo de 1973 y se formó completamente en mayo y junio de 1973, funcionando hasta que terminó su presidencia el 9 de agosto de 1974. El 23 de marzo de 1973, el juez Sirica leyó al tribunal una carta del allanador de Watergate, James McCord, quien alegó que se había cometido un perjurio en el juicio de Watergate y que los acusados habían sido presionados para que guardaran silencio. Tratando de hacerlos hablar, Sirica le dio a Hunt y a dos ladrones sentencias provisionales de hasta 40 años.
El 28 de marzo, por órdenes de Nixon, el ayudante John Ehrlichman dijo al fiscal general, Richard Kleindienst, que nadie en la Casa Blanca tenía conocimiento previo del robo. El 13 de abril, Magruder dijo a los abogados de los Estados Unidos que se había perjurado durante el juicio de los ladrones, e implicó a John Dean y John Mitchell.
John Dean creyó que él, Mitchell, Ehrlichman y Haldeman podrían ir a los fiscales, decir la verdad, y salvar la presidencia. Dean quería proteger la presidencia y hacer que sus cuatro hombres más cercanos tomen la culpa por decir la verdad. Durante la crítica reunión con Nixon el 15 de abril de 1973, Dean ignoraba totalmente la profundidad del conocimiento del presidente y su participación en el encubrimiento de Watergate. Fue durante esta reunión, que Dean sintió que estaba siendo grabado. Se preguntó si esto se debía a la forma en que Nixon estaba hablando, como si estuviera tratando de despertar los recuerdos de las conversaciones anteriores sobre la recaudación de fondos. Dean mencionó esta observación mientras testificaba ante el Comité del Senado sobre Watergate, exponiendo el hilo de lo que eran conversaciones grabadas que desentrañarían el tejido de la conspiración.
Dos días después, Dean le dijo a Nixon que había estado cooperando con los abogados de los Estados Unidos. Ese mismo día, los abogados estadounidenses le dijeron a Nixon que Haldeman, Ehrlichman, Dean y otros funcionarios de la Casa Blanca estaban implicados en el encubrimiento.
El 30 de abril, Nixon pidió la renuncia de Haldeman y Ehrlichman, dos de sus ayudantes más influyentes. Más tarde fueron acusados, condenados y finalmente sentenciados a prisión. Pidió la renuncia del fiscal general Kleindienst, para asegurarse de que nadie pudiera afirmar que su amistad inocente con Haldeman y Ehrlichman podía interpretarse como un conflicto. Despidió al abogado de la Casa Blanca, John Dean, quien continuó testificando ante el Comité de Watergate del Senado y dijo que creía y sospechaba que las conversaciones en la Oficina Oval estaban siendo grabadas. Esta información se convirtió en la bomba que ayudó a obligar a Richard Nixon a renunciar en lugar de ser acusado.
Ehrlichman, quien escribió desde prisión para las revistas New West y New York en 1977, afirmó que Nixon le había ofrecido una gran suma de dinero. Nixon negó todo.

El presidente anunció las dimisiones en un discurso dirigido al pueblo estadounidense:
En una de las decisiones más difíciles de mi presidencia, acepté la renuncia de dos de mis colaboradores más cercanos en la Casa Blanca, Bob Haldeman, John Ehrlichman, dos de los mejores servidores públicos que ha sido mi privilegio saber. Puesto que el fiscal general Kleindienst, a pesar de ser un servidor público distinguido, mi amigo personal durante 20 años, sin ninguna participación personal en este asunto ha sido un estrecho colaborador personal y profesional de algunos de los que están involucrados en este caso, que también era necesario nombrar un nuevo fiscal. El abogado del presidente, John Dean, también ha dimitido.
El mismo día, Nixon nombró a un nuevo fiscal general, Elliot Richardson, y le dio autoridad para designar un abogado especial para la investigación de Watergate que sería independiente de la jerarquía regular del Departamento de Justicia. En mayo de 1973, Richardson nombró a Archibald Cox para el puesto.

### La revelación de las cintas de Watergate y las audiencias de Watergate
El 7 de febrero de 1973, el Senado de los Estados Unidos votó 77-0 para aprobar una resolución del Senado y establecer un comité selecto para investigar el allanamiento de Watergate, con Sam Ervin nombrado presidente al día siguiente. Las audiencias celebradas por el comité, en las cuales Dean y otros exfuncionarios de la administración testificaron, fueron transmitidas del 17 de mayo al 7 de agosto de 1973. Las tres cadenas principales en ese momento acordaron turnarse para cubrir las audiencias en vivo cada tercer día, comenzando con ABC el 17 de mayo y terminando con NBC el 7 de agosto. Se estima que el 85% de los estadounidenses con televisores sintonizaron al menos una parte de las audiencias.
El viernes 13 de julio de 1973, durante una entrevista preliminar, el abogado de la minoría Donald Sanders le preguntó al asistente de la Casa Blanca, Alexander Butterfield, si había algún tipo de sistema de grabación en la Casa Blanca. Butterfield dijo que estaba reacio a responder, pero finalmente declaró que había un nuevo sistema en la Casa Blanca que automáticamente registró todo en el Despacho Oval, la Sala del Gabinete y otros, así como la oficina privada de Nixon en el Old Executive Office Building.
El lunes 16 de julio de 1973, frente a una audiencia televisada en vivo, el consejero de la minoría principal, Fred Thompson, preguntó a Butterfield si estaba «enterado de la instalación de cualquier dispositivo de escucha en el Despacho Oval del presidente». La revelación de Butterfield del sistema de grabado transformó la investigación de Watergate. Cox inmediatamente ordenó la muestra de las cintas, al igual que el Senado, pero Nixon se negó a liberarlas, citando su privilegio ejecutivo como presidente, y ordenó a Cox que retirara su citación. Cox se negó.

### «Masacre de sábado por la noche»
El 20 de octubre de 1973, después de que Cox se negara a retirar la citación, Nixon ordenó al fiscal general Elliot Richardson, y luego al delegado de Richardson, William Ruckelshaus, que despidieran al fiscal especial. Richardson y Ruckelshaus se negaron a despedir a Cox y renunciaron en protesta. La búsqueda de Nixon por alguien del Departamento de Justicia dispuesto a despedir a Cox terminó con el procurador general Robert Bork. Aunque Bork afirma creer que la orden de Nixon era válida y apropiada, consideró renunciar para evitar ser «percibido como un hombre que cumplió órdenes del presidente para salvar su trabajo». Sin embargo, Bork llevó a cabo la orden presidencial y despidió al fiscal especial.
Estas acciones se enfrentaron a considerables críticas públicas. Respondiendo a las acusaciones de posibles malas acciones, frente a 400 editores de Associated Press en Disney's Contemporary Resort el 17 de noviembre de 1973, Nixon declaró enfáticamente: «No soy un ladrón». Necesitaba permitir que Bork designara a un nuevo fiscal especial; Bork eligió a Leon Jaworski para continuar la investigación.

### Acción legal en contra de los miembros de la administración de Nixon
El 1 de marzo de 1974, un gran jurado en Washington D. C., acusó a varios ex ayudantes del presidente Nixon, quienes se conocieron como «Los siete de Watergate»: Haldeman, Ehrlichman, Mitchell, Charles Colson, Gordon C. Strachan, Robert Mardian y Kenneth Parkinson, por conspirar para obstaculizar la investigación de Watergate. El gran jurado nombró en secreto al presidente Nixon como un co-conspirador no acusado. El fiscal especial los disuadió de una acusación contra Nixon, argumentando que un presidente sólo puede ser procesado después de que él deje el cargo. John Dean, Jeb Stuart Magruder y otras figuras ya se habían declarado culpables. El 5 de abril de 1974, Dwight Chapin, el exsecretario de nombramientos de Nixon, fue condenado por mentir al gran jurado. Dos días más tarde, el mismo gran jurado acusó a Ed Reinecke, el gobernador de California, de tres cargos de perjurio ante el comité del Senado.

### Publicación de las transcripciones

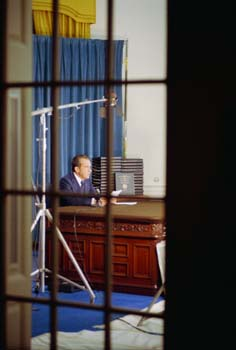
Nixon dando un discurso televisado explicando la publicación de las transcripciones de las grabaciones el 29 de abril de 1974.

El gobierno de Nixon tuvo problemas para decidir qué materiales publicar. Todas las partes implicadas acordaron que toda la información pertinente debería ser divulgada. Ya sea para liberar profanidad y vulgaridad sin editar, dividió a sus asesores. Su equipo legal favoreció la liberación de las cintas sin editar, mientras que el secretario de prensa Ron Ziegler prefirió usar una versión editada donde una versión censurada sustituiría a la materia prima. Después de varias semanas de debate, decidieron lanzar una versión editada. Nixon anunció el lanzamiento de las transcripciones en un discurso a la nación el 29 de abril de 1974. Nixon observó que cualquier audio pertinente a la información de seguridad nacional podría ser redactado de las cintas publicadas.
Inicialmente, Nixon ganó popularidad luego de su discurso. Sin embargo, a medida que la gente fue leyendo las transcripciones durante las siguientes dos semanas, los antiguos partidarios del público, de los medios de comunicación y de la comunidad política pidieron la dimisión o la destitución de Nixon. El vicepresidente Gerald Ford dijo: «Aunque puede ser fácil eliminar la caracterización de la página impresa, no podemos eliminar la caracterización de la mente de la gente con una gesto de la mano». El líder republicano del Senado, Hugh Scott, dijo que las transcripciones revelaron una actuación «deplorable, desagradable, despreciable e inmoral» por parte del presidente y sus ex ayudantes. El líder republicano de la Cámara de Representantes, John Jacob Rhodes, estuvo de acuerdo con Scott, y Rhodes recomendó que si la imagen de Nixon continuaba deteriorándose, «debería considerar renunciar como una opción posible».
Los editores de Chicago Tribune, un periódico que había apoyado a Nixon, escribieron: «No tiene humor hasta el punto de ser inhumano, es tortuoso, vacilante, profano, dispuesto a ser conducido, muestra brechas desalentadoras en el conocimiento, sospechoso de su personal, su lealtad es mínima». El Providence Journal escribió: «Leer las transcripciones es una experiencia emética: uno resulta sintiéndose impuro». Este periódico continuó que, aunque las transcripciones no hayan revelado un delito acusatorio, mostraron a Nixon despectivo con Estados Unidos, sus instituciones y su pueblo. Según la revista Time, los líderes del Partido Republicano en el oeste de Estados Unidos sentían que si bien había un número significativo de gente leal a Nixon en el partido, la mayoría creía que Nixon debía renunciar lo antes posible. Estaban perturbados por el lenguaje malo y el tono grosero y vengativo de las conversaciones en las transcripciones.

### Corte Suprema
La cuestión del acceso a las cintas fue a la Corte Suprema de los Estados Unidos. El 24 de julio de 1974, en Estados Unidos contra Nixon, la Corte, que no incluía a William Rehnquist (quien había sido nombrado recientemente por Nixon y había sido procurador general adjunto de la Oficina de Asesoría Jurídica en el Departamento de Justicia de Nixon), dictaminó por unanimidad que las reclamaciones de privilegio ejecutivo sobre las cintas eran nulas. Ordenaron al presidente que los entregara al fiscal especial. El 30 de julio de 1974, el presidente Nixon cumplió con la orden y publicó las cintas citadas para el público.

### Liberación de las cintas
Las cintas revelaron varias conversaciones cruciales que tuvieron lugar entre el presidente y su abogado, John Dean, el 21 de marzo de 1973. En esta conversación, Dean resumió muchos aspectos del caso de Watergate y se centró en el encubrimiento subsecuente, describiéndolo como un «cáncer en la presidencia». El equipo del robo estaba siendo pagado por su silencio y Dean declaró: «Esa es la más problemática "post-cosa", porque Bob [Haldeman] está involucrado en eso, John [Ehrlichman] está involucrado en eso, estoy involucrado en eso, Mitchell está involucrado en eso, y eso es una obstrucción de la justicia». Dean continuó diciendo que Howard Hunt estaba chantajeando a la Casa Blanca, exigiendo dinero inmediatamente; Nixon respondió que el dinero del chantaje debe ser pagado: «... solo mirando el problema inmediato, ¿no tienes que manejar la situación financiera de Hunt pronto?... tienes que mantener la tapa en el botella, con el fin de tener alguna opción».
En el momento de la destitución inicial del Congreso, no se sabía si Nixon había conocido y aprobado los pagos a los acusados de Watergate antes de esta conversación. La conversación de Nixon con Haldeman el 1 de agosto de 1972, es una de varias que establece que lo hizo. Nixon afirma: «Bueno... tienen que ser pagados, eso es todo, hay que pagarlos». Durante el debate del congreso sobre la destitución, algunos creían que la destitución requería un delito criminal. El acuerdo del presidente Nixon para hacer los pagos de chantaje fue considerado como un acto afirmativo para obstruir la justicia.
El 7 de diciembre de 1973, los investigadores encontraron que una porción de 18 minutos y medio de una cinta grabada había sido borrada. Rose Mary Woods, la secretaria personal de Nixon, dijo que había borrado accidentalmente la cinta empujando el pedal equivocado en su reproductor de cintas al contestar el teléfono. La prensa publicó fotos del montaje, mostrando que era improbable que Woods contestara el teléfono mientras mantenía el pie en el pedal, a lo cual se le conoció como «Rose Mary Stretch». Un análisis forense posterior en 2003 determinó que la cinta había sido borrada en varios segmentos, por lo menos cinco y quizás hasta nueve.

## Investigaciones finales y renuncia
La posición de Nixon era cada vez más precaria. El 6 de febrero de 1974, la Cámara de Representantes aprobó darle al Comité Judicial autoridad para investigar la destitución del presidente. El 27 de julio de 1974, el Comité Judicial de la Cámara de Representantes votó 27-11 para recomendar el primer artículo de acusación contra el presidente: obstrucción a la justicia. La Cámara recomendó el segundo artículo: abuso de poder, el 29 de julio de 1974. Al día siguiente, el 30 de julio de 1974, la Cámara recomendó el tercer artículo: el desprecio al Congreso. El 20 de agosto de 1974, la Cámara autorizó la impresión del informe del Comité H. Rept. 93-1305, que incluía el texto de la resolución acusando a Nixon y expuso artículos de acusación contra él.

### Cinta «pistola humeante»
El 5 de agosto de 1974, la Casa Blanca publicó una cinta de audio previamente desconocida fechada el 23 de junio de 1972. Grabada sólo unos días después del robo, documentó las etapas iniciales del encubrimiento: reveló que Nixon, Swingle y Haldeman habían llevado a cabo una reunión en la Oficina Oval donde discutieron cómo impedirían que el FBI continúe su investigación del robo, y a que reconocieron que existe un alto riesgo de que su posición en el escándalo pueda ser revelada.

Haldeman presentó el tema de la siguiente manera:
... En lo que respecta al allanamiento demócrata, volvemos al problema de que el FBI no está bajo control, porque Gray no sabe exactamente cómo controlarlos y su investigación ahora les está dando resultados, ya que pudieron rastrear el dinero... y se nos está saliendo de las manos.
Haldeman le explicó a Nixon el plan de encubrimiento: «La forma de manejar esto ahora, es hacer que Walters [CIA] llame a Pat Grey [FBI] y que le diga, "No te metas en esto... esto es un asunto entre nosotros y no queremos que vayas más allá", lo cual no es nada que llame la atención».
El presidente Nixon aprobó el plan, y después de que le dieran más información sobre la participación de su campaña en el robo, le dijo a Haldeman: «Está bien, está bien, lo entiendo todo. No dudaremos de Mitchell y el resto». Volviendo al uso de la CIA para obstruir al FBI, él instruyó a Haldeman: «Los llamas. Bueno, buen trato, juega duro, así es como se hace y así es como lo vamos a hacer».
Nixon negó que esto constituyera una obstrucción a la justicia, ya que sus instrucciones dieron como resultado que la CIA informara con veracidad al FBI que no había problemas de seguridad nacional. Nixon instó al FBI a seguir adelante con la investigación cuando expresaron su preocupación por la interferencia.
Antes de la publicación de esta cinta, el presidente Nixon había negado cualquier participación en el escándalo. Afirmó que no había motivaciones políticas en sus instrucciones a la CIA y afirmó que no tenía conocimiento antes del 21 de marzo de 1973 de la participación de altos funcionarios de campaña como John Mitchell. El contenido de esta cinta convenció a los propios abogados de Nixon, Fred Buzhardt y James St. Clair, de que «el presidente ha mentido a la nación, a sus colaboradores más cercanos y a sus propios abogados, por más de dos años». La cinta, que Barber Conable denominó «arma humeante», demostró que Nixon había estado involucrado en el encubrimiento desde el principio. (el término «arma o pistola humeante» (Smoking gun), hace referencia a una evidencia irrefutable).
En la semana anterior a la renuncia de Nixon, Ehrlichman y Haldeman trataron sin éxito de conseguir que Nixon les concediera indultos, que les había prometido antes de sus renuncias en abril de 1973.

### Renuncia

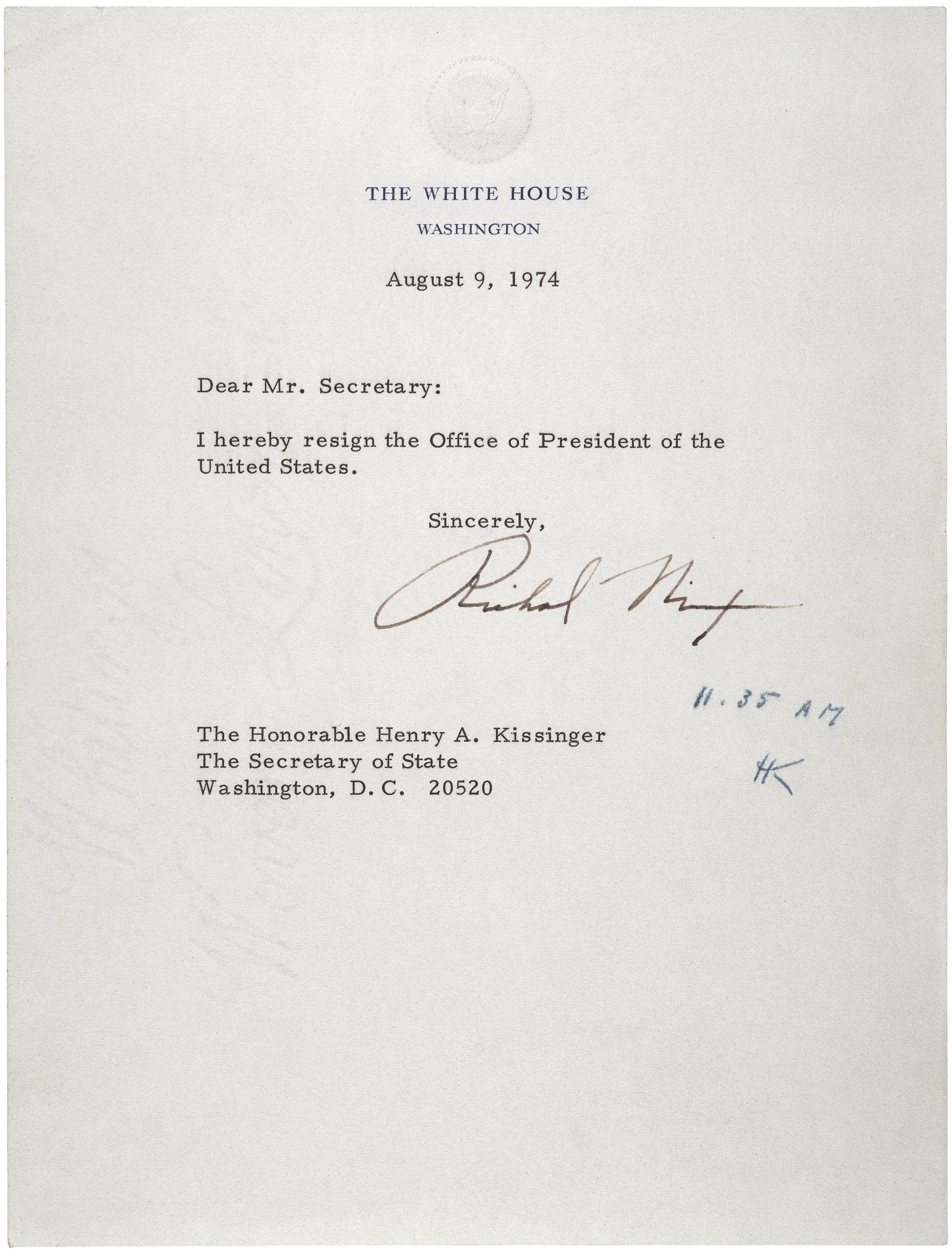
Carta de renuncia de Richard Nixon 9 de agosto de 1974, dirigida al secretario de Estado, Henry Kissinger.

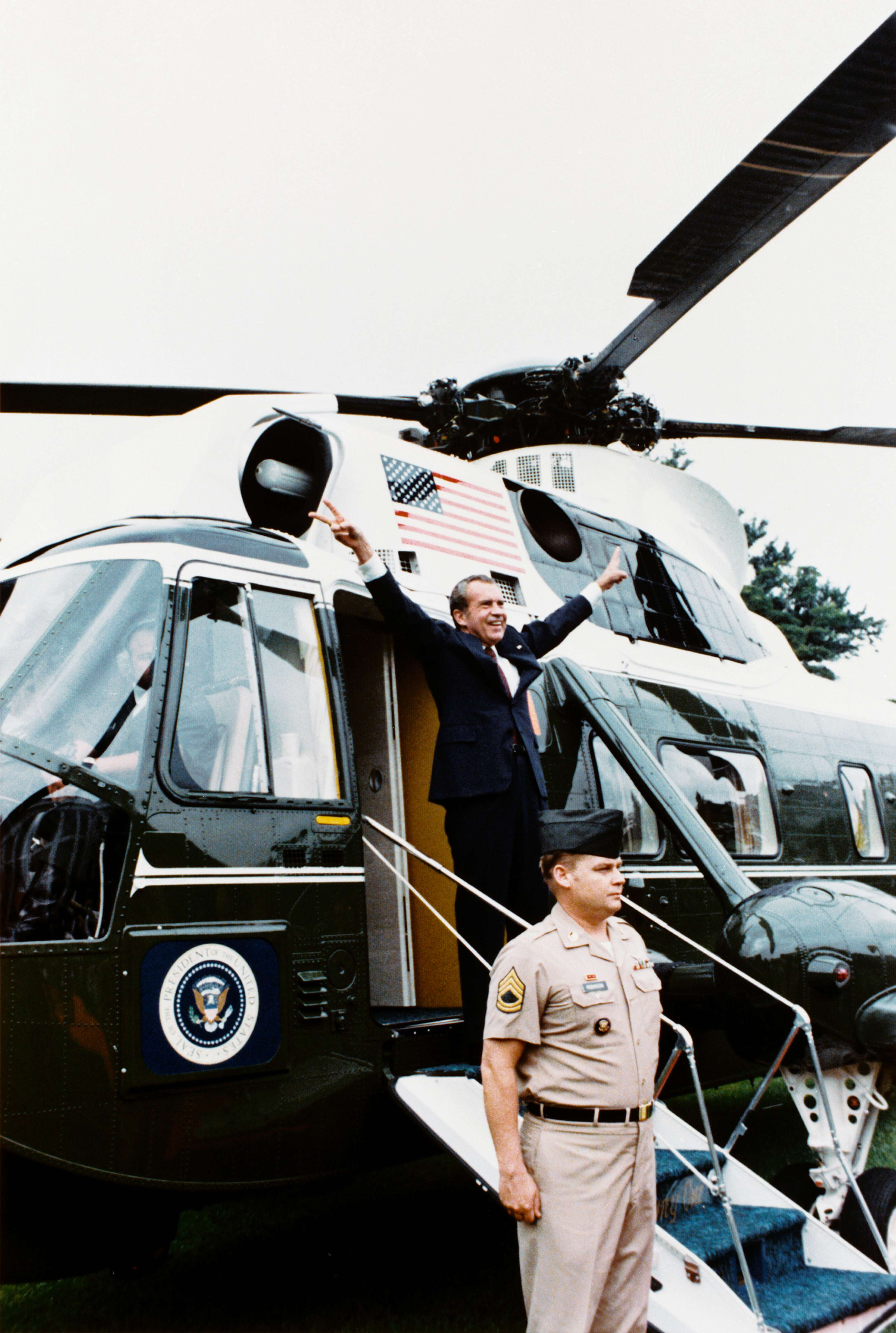
Fotografía tomada por Oliver F. Atkins de Richard Nixon dejando la Casa Blanca en el Marine One, poco antes de que su renuncia se hiciera efectiva. 9 de agosto de 1974.

La publicación de la cinta «arma humeante» terminó por arruinar a Nixon políticamente. Los diez congresistas que habían votado en contra de los tres artículos de acusación en el Comité Judicial de la Cámara de Representantes anunciaron que todos apoyarían la destitución cuando se votara en pleno.
Además, Rhodes, líder de la bancada del partido de Nixon, declaró que votaría a favor del juicio político, ya que «ocultar actos ilícitos y utilizar a las agencias federales para esos fines, no puede ser tolerado ni perdonado».
En la noche del 7 de agosto de 1974, los senadores Barry Goldwater y Hugh Scott y el representante John Rhodes se reunieron con Nixon en el Despacho Oval. Scott, era el líder la minoría en el Senado, Rhodes, líder de la minoría de la Cámara, y Goldwater asistió como un estadista mayor. Los tres congresistas le dijeron a Nixon que retirarían su apoyo en el Congreso. Rhodes le dijo a Nixon que seguramente enfrentaría una destitución cuando los artículos fueran votados en la Cámara. De acuerdo a un estimado, no más de 75 representantes estaban dispuestos a votar en contra de la destitución. Goldwater y Scott le dijeron al presidente que había suficientes votos en el Senado para condenarlo, y que máximo 15 senadores estaban dispuestos a votar por la absolución –ni siquiera la mitad de los 34 votos necesarios para que permaneciera en el cargo–.

Al darse cuenta de que no tenía posibilidades de permanecer en el cargo, y que la opinión pública no le favorecía, Nixon decidió renunciar. En un discurso televisado a nivel nacional desde el Despacho Oval en la tarde del 8 de agosto de 1974, el presidente dijo, en parte:
En todas las decisiones que he tomado en mi vida pública, siempre he tratado de hacer lo mejor para la nación. Durante el largo y difícil período de Watergate, he sentido que era mi deber perseverar, hacer todos los esfuerzos posibles para completar el mandato al que se me eligió. En los últimos días, sin embargo, se ha hecho evidente que ya no tengo una base política suficientemente fuerte en el Congreso para justificar la continuación de ese esfuerzo. Mientras existiera tal base, sentí firmemente que era necesario llevar a cabo el proceso constitucional hasta su conclusión, que hacer lo contrario sería desleal al objetivo de ese proceso deliberadamente difícil y un precedente peligrosamente desestabilizante para el futuro...
Habría preferido seguir [con mi mandato] hasta concluirlo, sin importar ningún sacrificio personal que hubiera implicado, y mi familia unánimemente me instó a hacerlo. Pero el interés de la nación debe siempre anteponerse a cualquier consideración personal. De el diálogo que he tenido con diversos líderes, incluidos los del Congreso, he llegado a la conclusión de que debido al asunto Watergate, tal vez no cuente con el apoyo del Congreso, el cual considero necesario para respaldar decisiones difíciles y llevar a cabo los deberes de mi cargo en la forma en que los intereses de la nación requieren. 

Nunca he sido de los que se rinden. Es aberrante para todos mis instintos dejar el cargo antes de que termine mi mandato. Pero como presidente, debo anteponer el interés de los Estados Unidos de América, que necesita un presidente y un Congreso de tiempo completo, particularmente en este momento con problemas que enfrentamos en nuestro país y en el extranjero. Continuar luchando por mi reivindicación personal durante los meses venideros, absorbería casi totalmente el tiempo y la atención tanto del presidente como del Congreso en un período en que todo nuestro enfoque debería estar en los grandes temas de la paz en el extranjero y la prosperidad sin inflación en nuestro país. Por lo tanto, renunciaré a la presidencia a partir del mediodía de mañana. Le será tomado el juramento al vicepresidente Ford como presidente, a esa hora en esta oficina.
La mañana en que su renuncia entró en vigor, el presidente junto su esposa, Pat Nixon y su familia, se despidió del personal de la Casa Blanca en el Ala oeste. Un helicóptero los llevó de la Casa Blanca a la Base Aérea Andrews, en Maryland. Más tarde, Nixon escribió que pensaba: «A medida que el helicóptero avanzaba hacia [la base aérea] Andrews, me di cuenta que no pensaba en el pasado, sino en el futuro. ¿Qué podría hacer ahora?» En Andrews, él y su familia abordaron el Air Force One para dirigirse a la Estación Aérea del Cuerpo de Marines de El Toro, en California, y luego fueron transportados a su casa en San Clemente.

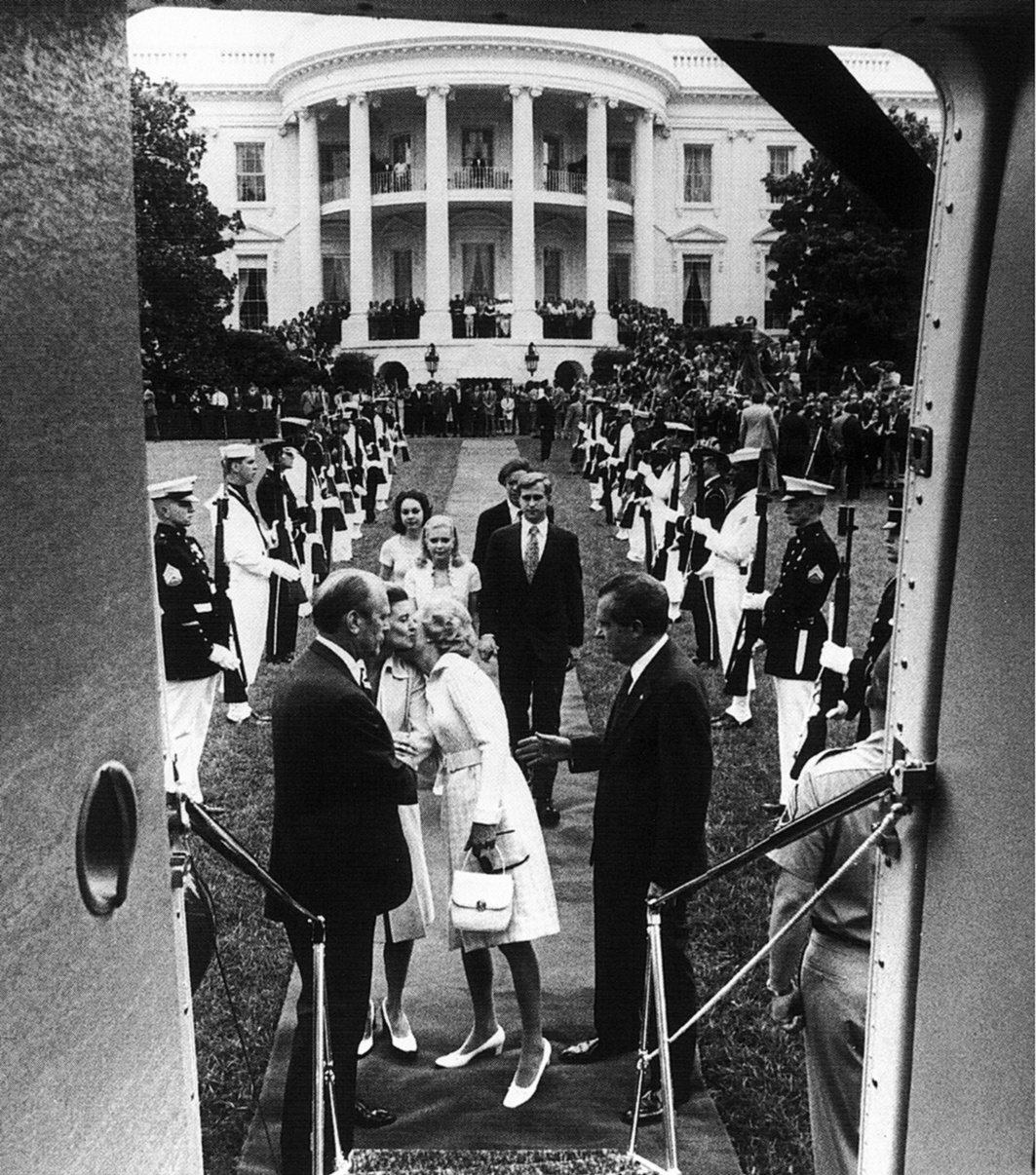
Fotografía tomada por Oliver F. Atkins de Richard Nixon dejando la Casa Blanca, poco antes de que su renuncia se hiciera efectiva. 9 de agosto de 1974.

## El perdón a Nixon por el presidente Ford
Con la renuncia del presidente Nixon, el Congreso abandonó su proceso de destitución. La investigación penal aún era una posibilidad tanto a nivel federal como estatal. Nixon fue sucedido por el vicepresidente Gerald Ford como presidente, quien el 8 de septiembre de 1974, emitió un indulto completo e incondicional a Nixon, eximiéndolo de las consecuencias de cualquier crimen que hubiera «cometido o en el que pudo haber participado» como presidente. En una transmisión televisada a la nación, Ford explicó que sentía que el perdón era en el mejor interés del país. Dijo que la situación de la familia Nixon «es una tragedia estadounidense en la que todos hemos desempeñado un papel, que podría seguir y seguir, o alguien debe cerrar el caso». He llegado a la conclusión de que sólo yo puedo hacer eso, y si puedo, debo hacerlo.
Nixon proclamó su inocencia hasta su muerte en 1994. En su respuesta oficial al indulto, dijo que «estaba equivocado al no actuar de manera más decisiva y más directa en el asunto Watergate, particularmente cuando llegó a la etapa de procedimientos judiciales y pasó de ser un escándalo político a una tragedia nacional».
Algunas personas han argumentado que perdonar a Nixon contribuyó a la derrota del presidente Ford en la elección presidencial de 1976. Las acusaciones de un acuerdo secreto hecho con Ford, prometiendo un perdón a cambio de la renuncia de Nixon, llevaron a Ford a declarar ante el Comité Judicial de la Cámara el 17 de octubre de 1974.

En su autobiografía A Time to Heal (Tiempo para sanar), Ford escribió sobre una reunión que tuvo con el jefe de Gabinete de Nixon, Alexander Haig. Haig explicaba lo que él y el personal de Nixon consideraban como las únicas opciones de Nixon: intentar revertir la acusación y luchar contra un veredicto condenatorio en el Senado, o renunciar. Si decidía renunciar, podría retrasar su renuncia hasta ya entrado el proceso de destitución, para mientras intentar llegar a un acuerdo en el Congreso para que solo recibiera un voto de censura (o amonestación), o para perdonarse a sí mismo y renunciar. Haig le dijo a Ford que algunos miembros del personal de Nixon sugirieron que éste podría aceptar renunciar a cambio de un acuerdo en el que Ford le otorgaría el perdón.

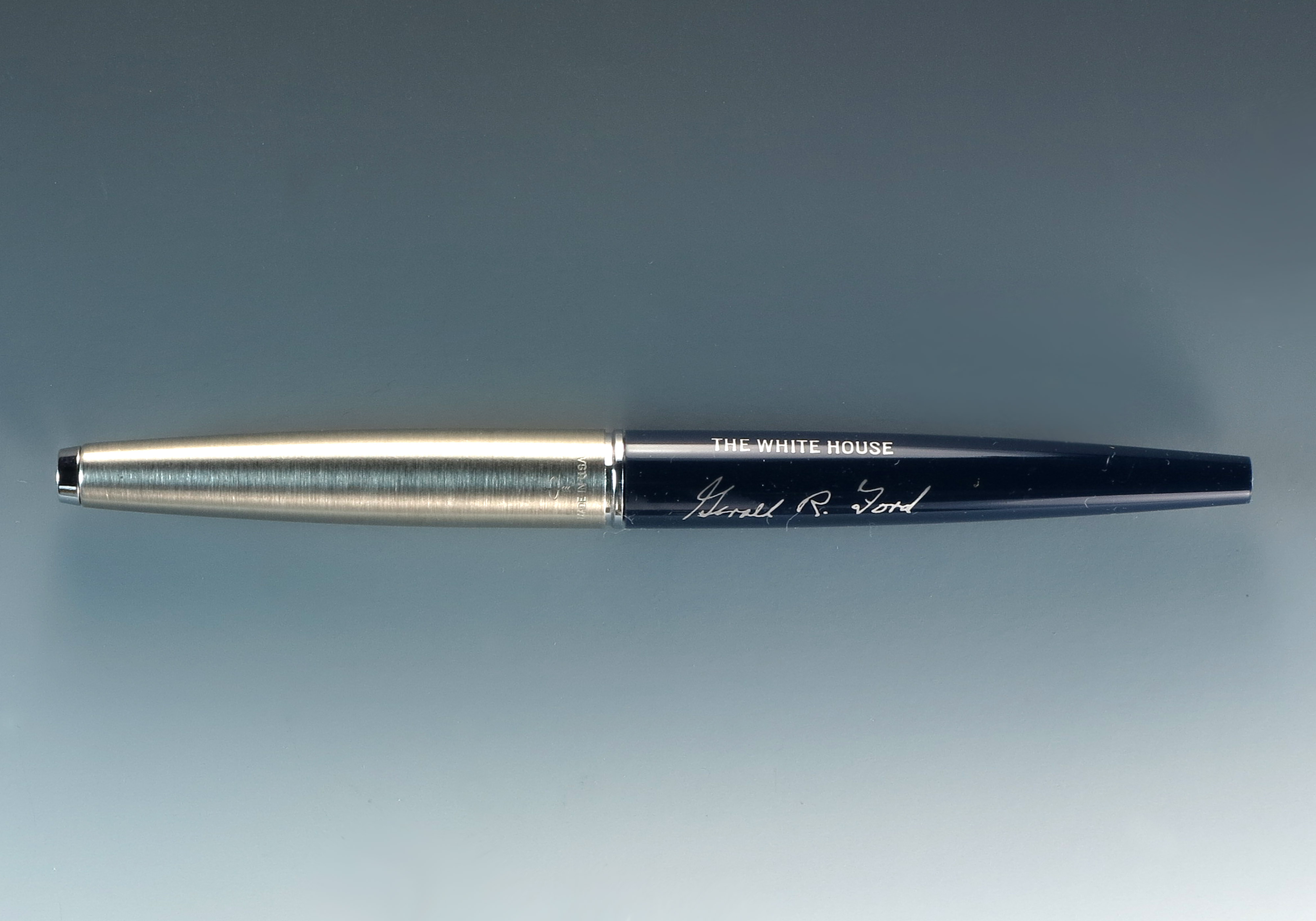
Bolígrafo usado por Gerald Ford para firmar el perdón a Richard Nixon el 8 de septiembre de 1974.

Haig puso énfasis en que éstas no eran sugerencias personales. No identificó a los miembros del personal y dejó muy claro que no se inclinaba por ninguna opción. Lo que él quería saber era si mi evaluación general de la situación estaba de acuerdo con la suya... luego me preguntó si tenía alguna sugerencia sobre qué acciones podría tomar el presidente. No pensé que fuera apropiado que yo hiciera ninguna recomendación, y así se lo hice saber.

—Gerald Ford, A Time to Heal.

## Consecuencias

### Acciones legales finales y el efecto en la profesión legal
Charles Colson se declaró culpable de los cargos relativos al caso Daniel Ellsberg. A cambio, la acusación contra él por encubrir las actividades del Comité para la reelección del residente fue retirada, ya que estaba en contra de Strachan. Los cinco miembros restantes de los siete de Watergate procesados en marzo fueron sometidos a juicio en octubre de 1974. El 1 de enero de 1975, todos excepto Parkinson fueron encontrados culpables. En 1976, el Tribunal de Apelaciones de los Estados Unidos ordenó un nuevo juicio para Mardian; posteriormente, todos los cargos contra él fueron retirados.
Haldeman, Ehrlichman y Mitchell agotaron sus apelaciones en 1977. Ehrlichman entró en prisión en 1976, seguido por los otros dos en 1977. Dado que Nixon y muchos altos funcionarios involucrados en Watergate eran abogados, el escándalo perjudicó gravemente la imagen pública de la profesión legal.
El escándalo de Watergate resultó en la acusación de 69 funcionarios del gobierno, de los cuales 48 fueron declarados culpables, entre ellos:
1. John N. Mitchell, fiscal general de los Estados Unidos, quien renunció para convertirse en director del Comité para la reelección del Presidente, condenado por perjurio sobre su participación en el robo de Watergate. Cumplió 19 meses de una sentencia de uno a cuatro años.[13]
2. Richard Kleindienst, fiscal general, condenado por «negarse a responder a preguntas» (desacato al tribunal); Dado un mes en la cárcel.[73]
3. Jeb Stuart Magruder, Subdirector del Comité de reelección del presidente, se declaró culpable de un cargo de conspiración por el robo y fue condenado a 10 meses a cuatro años de prisión, de los cuales cumplió siete meses antes de ser liberado.[74]
4. Frederick C. LaRue, asesor de John Mitchell, condenado por obstrucción a la justicia. Cumplió cuatro meses y medio.[74]
5. H. R. Haldeman, jefe de Gabinete de Nixon, condenado por conspiración al robo, obstrucción de la justicia y perjurio. Cumplió 18 meses en prisión.[5]
6. John Ehrlichman, abogado de Nixon, condenado por conspiración al robo, obstrucción de la justicia y perjurio. Cumplió 18 meses en prisión.[5]
7. Egil Krogh, ayudante de John Ehrlichman, condenado a seis meses.[74]
8. John W. Dean III, abogado de Nixon, condenado por obstrucción de la justicia, posteriormente reducido a delitos graves y condenado a tiempo ya cumplido, que ascendió a 4 meses.[74]
9. Dwight L. Chapin, ayudante adjunto de Nixon, condenado por perjurio.[74]
10. Herbert W. Kalmbach, abogado personal de Nixon, condenado por campaña ilegal.[74]
11. Charles Colson, abogado especial de Nixon, condenado por obstrucción a la justicia. Sirvió 7 meses en la prisión Federal Maxwell.[73]
12. Herbert L. Porter, asistente del Comité de reelección del presidente. Condenado por perjurio.[74]

Las condenas entre los miembros del equipo de «robo» de Watergate incluyeron:
1. G. Gordon Liddy, Grupo de Investigaciones Especiales, condenado por haber cometido un robo, y sentencia original de hasta 20 años de prisión.[74][75] Cumplió 4 años y medio en una prisión federal.[76]
2. E. Howard Hunt, consultor de seguridad, condenado por haber dirigido y supervisado el robo, sentencia original de hasta 35 años de prisión.[74][75] Cumplió 33 meses en prisión.[77]
3. James W. McCord Jr., condenado por seis cargos de robo, conspiración y espionaje telefónico.[74] Cumplió 2 meses en la cárcel.[76]
4. Virgilio González, condenado por robo, sentencia original de hasta 40 años de prisión.[74][75] Cumplió 13 meses en prisión.[76]
5. Bernard Barker, condenado por robo, sentencia original de hasta 40 años de prisión.[74][75] Cumplió 18 meses en prisión.[78]
6. Eugenio Martínez, condenado por robo, sentencia original de hasta 40 años de prisión.[74][75] Cumplió 15 meses de prisión.[79]
7. Frank Sturgis, condenado por robo, sentencia original de hasta 40 años de prisión.[74][75] Cumplió 10 meses en prisión.[79]

Para disipar la demanda pública de regulación federal directa de abogados (en lugar de dejarla en manos de asociaciones de abogados o tribunales estatales), la Asociación Americana de Abogados (ABA) lanzó dos reformas importantes. En primer lugar, la ABA decidió que su modelo de Código de Responsabilidad Profesional (promulgado en 1969) era un fracaso. En 1983 lo sustituyó por las Reglas Modelo de Conducta Profesional. El MRPC ha sido adoptado en parte o en su totalidad por 49 estados (y está siendo considerado por el último, California). Su preámbulo contiene un enfático recordatorio de que la profesión de abogado puede seguir gobernándose solo si los abogados se comportan correctamente. En segundo lugar, la ABA promulgó un requisito de que los estudiantes de derecho en las escuelas de abogados aprobados por ABA tomar un curso de responsabilidad profesional (lo que significa que deben estudiar el MRPC). El requisito sigue vigente.
Los días 24 y 25 de junio de 1975, Nixon prestó testimonio secreto frente a un gran jurado. Nixon respondió a preguntas sobre la brecha de cinta de 18 minutos y medio, alterando las transcripciones de cinta de la Casa Blanca entregadas al Comité Judicial de la Cámara, usando el Servicio de Impuestos Internos para hostigar a los enemigos políticos y una contribución de $ 100.000 del multimillonario Howard Hughes. El historiador Stanley Kutler, quien ha escrito varios libros sobre Nixon y Watergate ha demandado con éxito para el lanzamiento público en 1996 de las cintas de la Casa Blanca, también demandó por la liberación de las transcripciones del testimonio de Nixon ante el gran jurado.
El 29 de julio de 2011, el juez de distrito Royce Lamberth concedió la solicitud de Kutler, diciendo que los intereses históricos protegían la privacidad, especialmente considerando que Nixon y otras figuras clave habían fallecido y que la mayoría de las figuras sobrevivientes habían testificado bajo juramento. Las transcripciones no se entregaron de inmediato en espera de la decisión del gobierno de apelar. Fueron liberadas en su totalidad el 10 de noviembre de 2011, aunque los nombres de las personas aún vivas fueron cambiados.
El profesor de la Universidad de Texas A & M Central, Luke Nichter, escribió al juez en jefe de la corte federal en Washington para liberar cientos de páginas de registros sellados de los siete de Watergate. En junio de 2012 el Departamento de Justicia de Estados Unidos escribió al tribunal que no se opondría a su liberación con algunas excepciones. El 2 de noviembre de 2012, los expedientes de juicio de Watergate para G. Gordon Liddy y James McCord fueron pedidos sin sellar por el juez federal Royce Lamberth.

### Repercusiones políticas y culturales
Según Thomas J. Johnson, profesor de periodismo en la Universidad de Texas en Austin, el Secretario de Estado Henry Kissinger predijo durante los últimos días de Nixon que la historia recordaría a Nixon como un gran presidente y que Watergate sería relegado a una «nota menor».
Cuando el Congreso investigó el alcance de las facultades legales del presidente, descubrió tardíamente que las administraciones presidenciales consecutivas habían declarado a los Estados Unidos en un estado de emergencia permanente desde 1950. El Congreso promulgó la Ley Nacional de Emergencias en 1976 para regular esas declaraciones. El escándalo de Watergate dejó tal impresión en la conciencia nacional e internacional de que muchos escándalos desde entonces han sido etiquetados con el sufijo «gate».
Varios eslóganes anti-Ford durante la elección presidencial 1976 hicieron referencia al escándalo. Por ejemplo, en uno de ellos se lee «Gerald... ¡Perdóname!» Y representa a un ladrón que intenta abrir una caja fuerte etiquetada «Watergate».
El disgusto por las revelaciones sobre Watergate, el Partido Republicano y Nixon afectó fuertemente los resultados de las elecciones de noviembre de 1974 en el Senado y la Cámara de Representantes, que tuvieron lugar tres meses después de la renuncia de Nixon. Los demócratas ganaron cinco asientos en el Senado y cuarenta y nueve en la Cámara (los recién llegados fueron apodados «Bebés de Watergate»). El Congreso aprobó una legislación para cambiar la financiación de las campañas, enmendar la Ley de Libertad de Información, así como para exigir revelaciones financieras de funcionarios gubernamentales clave (a través de la Ley de Ética en el Gobierno). Otros tipos de revelaciones, tales como la liberación de formularios recientes de impuestos sobre la renta, se hicieron esperar, aunque no fueron legalmente requeridos. Presidentes desde Franklin D. Roosevelt habían grabado muchas de sus conversaciones, pero la práctica supuestamente terminó después de Watergate.
El perdón de Ford a Nixon desempeñó un importante papel en su derrota en la elección presidencial de 1976 contra Jimmy Carter.
En 1977, Nixon organizó una entrevista con el periodista británico David Frost con la esperanza de mejorar su legado. Basado en una entrevista previa en 1968, creía que Frost sería un entrevistador fácil y se sorprendió por sus incisivas preguntas. La entrevista mostró todo el escándalo al pueblo estadounidense, y Nixon se disculpó formalmente, pero su legado permaneció empañado.
Después de Watergate, «seguir el dinero» se convirtió en parte del léxico americano y se cree extensamente haber sido pronunciado por Mark Felt a Woodward y Bernstein. La frase nunca fue utilizada en el libro de 1974 «Todos los hombres del presidente» y no se asoció con él hasta que la película del mismo nombre se estrenó en 1976.

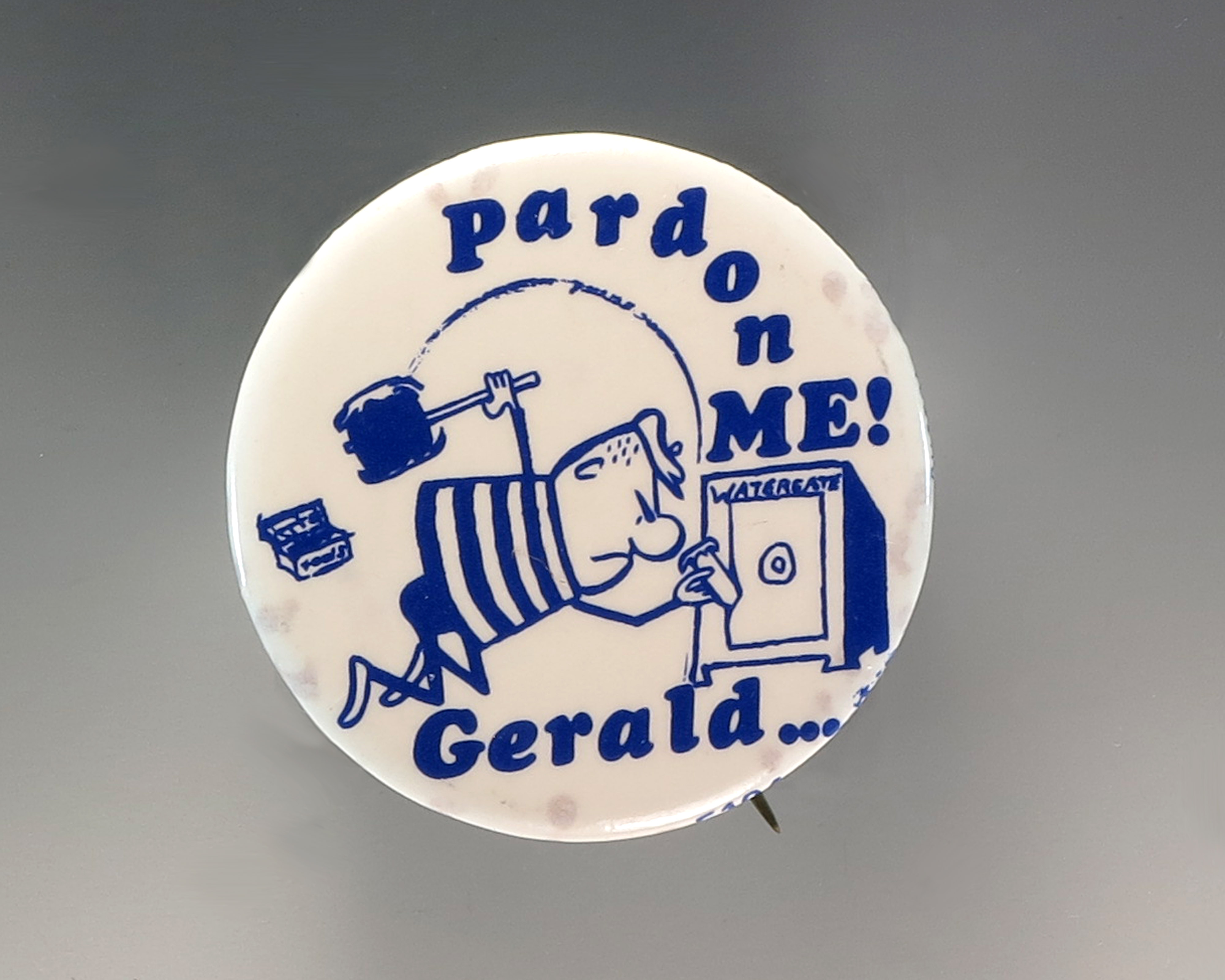
Uno de una variedad de botones Anti-Fordistas generados durante la elección presidencial de 1976, el botón lee: Gerald... ¡Perdóname! y muestra a un ladrón intentando abrir una caja fuerte etiquetada «Watergate».

## Propósito del allanamiento
A pesar del enorme impacto del escándalo de Watergate, el propósito de la invasión de las oficinas del DNC nunca se ha establecido de manera concluyente. Los registros del juicio de Estados Unidos v. Liddy, hecho público en 2013, mostraron que cuatro de los cinco ladrones testificaron que les dijeron que la operación de la campaña esperaba encontrar pruebas que vincularan la financiación cubana a las campañas demócratas. La hipótesis de largo plazo sugiere que el objetivo del asalto fue en las oficinas de Larry O'Brien, el presidente del DNC. Sin embargo, el nombre de O'Brien no estaba en la lista de blancos de Alfred C. Baldwin III, la cual salió a la luz en 2013. Entre los enumerados estaban el funcionario principal R. Spencer Oliver, la secretaria de Oliver Ida «Maxine» Wells, el compañero de trabajo Robert Allen y la secretaria Barbara Kennedy.
Basado en estas revelaciones, el profesor de historia de Texas A & M, Luke Nichter, quien había solicitado con éxito la publicación de la información, argumentó que Woodward y Bernstein se equivocaron al concluir, basándose en gran parte en la palabra de James McCord, que el objetivo era intervenir el teléfono de O'Brien para reunir información política y financiera sobre los demócratas. En cambio, Nichter se puso de parte del periodista J. Anthony Lukas, del New York Times, quien concluyó que el comité estaba tratando de encontrar pruebas que vincularan a los demócratas con la prostitución, ya que se había utilizado la oficina de Oliver para organizar tales reuniones. Sin embargo, Nichter reconoció que la teoría de Woodward y Bernstein sobre O'Brien como blanco no podría ser rechazada a menos que la información fuera divulgada sobre lo que Baldwin oyó en su espionaje de conversaciones.
En 1968, O'Brien fue nombrado por el vicepresidente Hubert Humphrey para actuar como director nacional de la campaña presidencial de Humphrey y, por separado, por Howard Hughes para servir como cabildero de la política pública de Hughes en Washington. O'Brien fue elegido presidente nacional del DNC en 1968 y 1970. A finales de 1971, el hermano del presidente, Donald Nixon, estaba recopilando información para su hermano en ese momento y le preguntó a John H. Meier, un consejero de Howard Hughes, acerca de O Brien. En 1956, Donald Nixon había pedido prestados $205,000 dólares de Howard Hughes y nunca había reembolsado el préstamo. La existencia del préstamo salió a la luz durante la campaña presidencial de 1960, avergonzando a Richard Nixon y convirtiéndose en una responsabilidad política. Según el autor Donald M. Bartlett, Richard Nixon haría lo que fuera necesario para evitar otra vergüenza familiar. De 1968 a 1970, Hughes retiró casi medio millón de dólares del Banco Nacional de Comercio de Texas por contribuciones tanto a los demócratas como a los republicanos, incluyendo a los candidatos presidenciales Humphrey y Nixon. Hughes quería que Donald Nixon y Meier participaran, pero Nixon se opuso a esto.
Meier le dijo a Donald que estaba seguro de que los demócratas ganarían las elecciones porque tenían mucha información sobre los tratos ilícitos de Richard Nixon con Hughes que nunca habían sido puestos en libertad, y que residía con Larry O'Brien. Según Fred Emery, O'Brien había sido un cabildero de Hughes en un Congreso controlado por los demócratas, y la posibilidad de que se enterara de las contribuciones ilegales de Hughes a la campaña de Nixon eran demasiado peligrosas para Nixon.
James F. Neal, quien procesó a los 7 de Watergate, no creía que Nixon hubiera ordenado el robo a causa de la reacción sorprendida de Nixon cuando se lo informaron.

## Reacciones internacionales

### China
El entonces primer ministro chino Zhou Enlai dijo en octubre de 1973 que el escándalo no afectó las relaciones entre China y Estados Unidos. Según el entonces primer ministro tailandés, Kukrit Pramoj, de Tailandia, en julio de 1975, el presidente Mao Zedong calificó el escándalo de Watergate como «el resultado de "demasiada libertad de expresión política en Estados Unidos"». Mao lo calificó como «una indicación del aislacionismo estadounidense, que consideraba "desastroso" para Europa». Dijo además: «¿Realmente los estadounidenses quieren ir aislacionistas?... En las dos guerras mundiales, los estadounidenses llegaron muy tarde, pero de todos modos, entraron. No han sido aislacionistas en la práctica».

### Japón
En agosto de 1973, el entonces primer ministro Kakuei Tanaka dijo que el escándalo no tenía «influencia negativa en el liderazgo de los Estados Unidos en el mundo». Tanaka dijo además: «El papel central de los Estados Unidos no ha cambiado, por lo que a este asunto interno no se le permitirá tener un efecto». En marzo de 1975, el sucesor de Tanaka, Takeo Miki, dijo en una convención del Partido Liberal Democrático: «En el momento del asunto Watergate en Estados Unidos, me emocionó profundamente la escena del Comité Judicial de la Cámara, donde cada miembro del comité expresó su propio corazón basado en el espíritu de la Constitución Americana, y creo que fue esa actitud la que rescató la democracia americana».

### Singapur
El entonces primer ministro Lee Kuan Yew dijo en agosto de 1973: «Como una revelación sorprendente sigue a otra en las audiencias del Senado de Watergate, cada vez es más claro que el Distrito de Columbia (Washington DC), hoy no está en posición de ofrecer la moral o fuerte liderazgo político y económico por el que sus amigos y aliados están deseando». Por otra parte, Lee dijo que el escándalo pudo haber llevado a Estados Unidos a disminuir sus intereses y compromisos en los asuntos mundiales, a debilitar su capacidad para hacer cumplir los Acuerdos de Paz de París sobre Vietnam y a no reaccionar ante violaciones de los Acuerdos. Lee dijo además que Estados Unidos «hace que el futuro de esta paz en Indonesia sea extremadamente sombrío, con graves consecuencias para los estados contiguos». Lee entonces culpó al escándalo por la inflación económica en Singapur porque el dólar de Singapur fue atado al dólar de Estados Unidos en ese entonces, suponiendo que el dólar de los EE. UU. fuera más fuerte que la libra esterlina británica.

### Unión Soviética
En junio de 1973, cuando Brezhnev llegó a los Estados Unidos para tener una reunión de una semana con el presidente Nixon, Brezhnev dijo a la prensa: «No tengo intención de referirme a ese asunto—[el Watergate]. Sería completamente indecente para mí referirme a ella... Mi actitud hacia el Sr. Nixon es de gran respeto». Cuando un reportero sugirió que el presidente Nixon y su posición con Brezhnev estaban «debilitados» por el escándalo, Brezhnev respondió: «No me importa pensar si el señor Nixon ha perdido o ha ganado influencia debido al asunto». Luego dijo además que había respetado a Nixon por el «enfoque realista y constructivo de Nixon a las relaciones Unión Soviética-Estados Unidos... pasando de una era de confrontación a una era de negociaciones entre naciones».

### Reino Unido
Las conversaciones entre Nixon y el primer ministro Edward Heath pueden haber sido escuchadas. Heath no mostró públicamente su enojo, con sus ayudantes diciendo que no estaba preocupado por haber sido escuchado en la Casa Blanca. Según los funcionarios, Heath comúnmente tenía notas tomadas de sus discusiones públicas con Nixon así que una grabación no lo habría molestado. Sin embargo, los funcionarios afirmaron en privado que si conversaciones privadas con Nixon eran escuchadas, entonces Heath estaría indignado. Aun así, Heath estaba indignado en privado por haber sido grabado sin su conocimiento previo.

### Otras reacciones internacionales
El iraní Shah Mohammad Reza Pahlavi dijo a la prensa en 1973: «Quiero decir con énfasis... que todo lo que debilitaría o pondría en peligro el poder del Presidente para tomar decisiones en segundos, representaría un grave peligro para el mundo entero». Un alto funcionario keniano sin nombre del Ministerio de Asuntos Exteriores acusó al presidente Nixon de desinterés por África y su política y luego dijo: «El presidente estadounidense está tan enredado en los problemas internos creados por Watergate que la política exterior parece haber tomado repentinamente un respaldo [sic]». «El dirigente cubano Fidel Castro dijo en su entrevista de diciembre de 1974 que, de los crímenes cometidos por exiliados cubanos, como matanzas, ataques a puertos cubanos y espionaje, los allanamientos y las escuchas telefónicas de Watergate eran «probablemente el menor de ellos».

### Reacciones internas
Después de la caída de Saigón, terminada la guerra de Vietnam, el secretario de Estado Henry Kissinger dijo en mayo de 1975 que, si el escándalo no hubiera causado la renuncia de Nixon y el Congreso no hubiera anulado el veto de Nixon a la Resolución de Poderes de Guerra, Vietnam del Norte podría no haber invadido Vietnam del Sur. Kissinger dijo al National Press Club en enero de 1977 que los poderes presidenciales de Nixon se debilitaron durante su mandato (refrendado por los medios de comunicación) «impidiendo que Estados Unidos explotara el escándalo».
El editor de The Sacramento Union, John P. McGoff, dijo en enero de 1975 que los medios de comunicación exageraron el escándalo, aunque lo llamó «una cuestión importante», eclipsando temas más serios, como la economía en declive y la crisis energética.